# مارکو ماتراتسی
مارکو ماتراتسی (ایتالیایی: Marco Materazzi؛ ‏تلفظ ایتالیایی: [ˈmarko mateˈrattsi]؛ زادهٔ ۱۹ اوت ۱۹۷۳) بازیکن فوتبال پیشین اهل ایتالیا در پست مدافع مرکزی است. او به دلیل سبک بازی فیزیکی و تهاجمی‌اش به شهرت رسید.
ماتراتسی اوایل دوران حرفه‌ای خود را در فوتبال با تیم‌های مختلف ایتالیایی در سری بی و سری سی گذراند. او همچنین یک فصل را هم با اورتون در لیگ جزیره انگلستان گذراند و در سال ۲۰۰۱ با مبلغ ۱۰ میلیون یورو به اینتر میلان در سری آ ایتالیا پیوست. ماتراتسی با اینتر میلان به چهارده قهرمانی بزرگ مانند پنج قهرمانی متوالی در سری آ (۲۰۰۶ تا ۲۰۱۰)، یک قهرمانی لیگ قهرمانان اروپا و یک جام باشگاه‌های جهان دست یافت.
ماتراتسی در رده ملی، از ۲۰۰۱ که به تیم ملی راه یافت تا سال ۲۰۰۸، ۴۱ بازی ملی برای تیم ملی ایتالیا انجام داد و در دو جام جهانی و دو جام ملت‌های اروپا حضور داشت. او از بازیکنان کلیدی ایتالیا در فینال جام جهانی ۲۰۰۶ بود که گل تساوی را برای ایتالیا به ثمر رساند و در وقت اضافه ضربه سری را از زین‌الدین زیدان به سینه‌اش دریافت کرد که موجب اخراج زیدان با کارت قرمز توسط داور شد. ماتراتسی در ضربات پنالتی نیز گل خود را وارد دروازه فرانسه کرد و قهرمانی جام جهانی را با ایتالیا جشن گرفت.

## زندگی ورزشی
او در ایتالیا به ماتریکس معروف است.
او در جام جهانی ۲۰۰۶ آلمان برای ایتالیا بازی کرد و توانست در این بازی‌ها دو گل روی دو ضربهٔ کرنر برای ایتالیا به ثمر برساند.
گل اول او در آخرین بازی ایتالیا در گروه E دور گروهی رقابتهای جام جهانی به جمهوری چک بود که ایتالیا را به عنوان تیم نخست گروه و بالاتر از غنا به یک‌هشتم نهایی فرستاد. گل دوم او نیز در مقابل فرانسه در فینال جام جهانی بود.
در ضمن او پنالتی دوم ایتالیا در فینال جام جهانی را وارد دروازهٔ فابین بارتز دروازه‌بان تیم ملی فرانسه کرد.
او در دقیقهٔ ۱۱۰ بازی فینال با زین الدین زیدان کاپیتان فرانسه درگیر شد و باعث اخراج وی شد. گفته می‌شود در فینال جام
جهانی وی به زیدان بی‌احترامی کرده و همین موضوع باعث عصبانیت زیدان شده‌است، کلیپی در این رابطه منتشر شده‌است. لازم است کمیته ای حقیقت یاب موضوع را بررسی کند.
مارکو ماتراتسی، مدافع باتجربه اینتر، در فاصله یک سال مانده به پایان قراردادش با توافق دو جانبه از این باشگاه جدا شد.
این تصمیم بعد از جلسه‌ای که ماتراتسی با ماسیمو موراتی داشت، گرفته شد.
ماتراتسی در سال ۲۰۱۴ بعد از بازگشت به فوتبال هفت بازی برای باشگاه چنایین کشور هند به میدان رفت.
او که در سال ۲۰۰۶ با ایتالیا قهرمان جهان شده بود، در تابستان ۲۰۰۱ از پروجا به اینتر پیوست. مارکو ماتراتسی در سال ۲۰۱۰ به همراه اینتر قهرمان لیگ قهرمانان اروپا شد.
علاوه بر این او پنج قهرمانی متوالی در سری آ از سال ۲۰۰۶ تا ۲۰۱۲، یک جام باشگاه‌های جهان، چهار قهرمانی کوپا ایتالیا و چهار بار سوپرکاپ ایتالیا را برد. او که یک چهره جنجالی و تحریک آمیز در فوتبال بود که به خاطر سبک دفاعی بسیار فیزیکی و تهاجمی‌اش چهره شده بود و همین ویژگی سبب شد در طول دوران حرفه‌ای خود کارت‌های زیادی از داوران دریافت کند.